# Écriture de Todhri
L’écriture de Todhri est un alphabet de 52 lettres, attribué à Todhri Haxhifilipi, qui a été utilisé pour l’écriture de l’albanais aux XVIIIe et XIXe siècles.